# Agnes Jonsson
Agnes Jonsson, född 1883, död 1964, var en svensk kooperatör, fackarbetare och politiker (socialdemokrat). Hon var sekreterare i Kooperativa Kvinnogillesförbundet 1907–1938.

## Biografi
Agnes Jonsson arbetade som förgyllerska och kontorist. Hon blev fackligt aktiv, medlem i socialdemokraterna och i socialdemokratiska kvinnoklubben i Eskilstuna.
Jonsson var verksam i Kooperativa Förbundet, och deltog 1906 i bildandet av det första kooperativa kvinnogillet i Sverige, Eskilstuna Kooperativa kvinnogille. När Kooperativa kvinnogillesförbundet bildades året därpå, blev hon dess första sekreterare, ett uppdrag hon hade till sin pensionering 1938. Hon höll över 2  000 föredrag om kooperation, och startade ungefär 200 kooperativa gillen lokalt. Hon var ledamot av International Women’s Guild.
Agnes Jonsson var ledamot av Stockholms stadsfullmäktige under 1920-talet.